# Swiftair-Flug 704
Der Swiftair-Flug 704 (Flugnummer ICAO: SWT704) war ein inländischer Frachtflug der Swiftair vom Flughafen Palma de Mallorca zum Flughafen Barcelona-El Prat am 28. Juli 1998, auf dem eine Swearingen SA227-AC Metro III im Landeanflug abstürzte, worauf beide Piloten an Bord getötet wurden. Der Unfall ereignete sich während eines standardmäßigen Trainingsflugs, bei der die Besatzung mit einer simulierten Triebwerksabstellung und einer Landung mit nur einem funktionierenden Triebwerk trainieren wollte.

## Flugzeug
Bei der Maschine handelte es sich um eine 1986 gebaute Swearingen SA227-AC Metro III mit der Werknummer AC-651B. Die Maschine war zunächst mit dem Luftfahrzeugkennzeichen N2687U auf den Hersteller zugelassen und absolvierte ihren Erstflug im Juli 1986. Im gleichen Monat wurde sie an den Flugzeughändler Galaxy Airplane Distributor übergeben. Die Maschine sollte mit dem neuen Kennzeichen N651AV an AVAir übergeben werden, das Geschäft kam jedoch nicht zustande. Im Juni 1987 ging die Maschine schließlich an die BAT-AIR Flugdienst GmbH aus Köln und erhielt in diesem Zusammenhang das Kennzeichen D-CABI. Ab Juli 1987 war die Maschine an den Nürnberger Flugdienst verleast. Nachdem die Fluggesellschaft in Eurowings aufging, wurde die Maschine zum 1. Januar 1993 Teil der Flotte der neuen Fluggesellschaft. Im Juni 1993 kaufte die argentinische SAPSE die Maschine und ließ sie mit dem neuen Kennzeichen LV-WAH wieder zu. Im September 1993 wurde die Maschine von BPT Title gekauft und erhielt das US-amerikanische Kennzeichen N97HG. Im Oktober kaufte Aero Mobil die Maschine. Im Februar 1994 wurde die Metro dann an Swiftair verkauft, wobei die Maschine zunächst mit dem Kennzeichen EC-583 zugelassen und dieses am 22. Juni 1994 in EC-FXD geändert wurde. Das zweimotorige Regionalverkehrsflugzeug war mit zwei Turboproptriebwerken des Typs Garrett TPE331-11U-612G ausgerüstet. Bis zum Zeitpunkt des Unfalls hatte die Maschine 14.748 Betriebsstunden absolviert.

## Besatzung
An Bord befanden sich zwei Besatzungsmitglieder, ein Flugkapitän und ein Erster Offizier. Der Flugkapitän verfügte über 4.500 Stunden Flugerfahrung, von denen 4.132 Stunden auf die Swearingen Metro entfielen. Der Erste Offizier hatte von seinen 2.000 Stunden Flugerfahrung 1.769 Stunden in der Swearingen Metro abgeleistet. Er flog an diesem Tag zum ersten Mal seit dem 20. März 1998 und nahm an einer Auffrischungsschulung als „Erster Offizier unter Aufsicht“ teil, was den üblichen Vorschriften des Betreibers entsprach. Der Erste Offizier saß während des Fluges im linken Pilotensitz. Der Flug war als Training für den Ersten Offizier vorgesehen, der unter Anleitung des Kapitäns praktische Erfahrungen sammeln sollte.

## Unfallhergang
Der Flug SWT704 war ein Frachtflug von Palma de Mallorca (PMI) nach Barcelona-El Prat (BCN) und wurde von Swiftair durchgeführt.
Zunächst war geplant, dass die Besatzung einen Fehlanflug mit nur einem aktiven Triebwerk, also bei einem simulierten Triebwerksausfall, durchführen sollte. Die Landebahn 25 war unter diesen Umständen schwierig anzufliegen, deshalb entschied sich der Kapitän dafür, den Flug dieses Manövers aufzuschieben. Stattdessen wurde entschieden, den Anflug leicht oberhalb des Gleitpfades auszuführen, das rechte Triebwerk abzustellen und dann schrittweise das Fahrwerk und die Klappen einzufahren, während der Kapitän dem Ersten Offizier erklärte: „Sobald wir die Kontrolle verlieren, starten wir das Triebwerk wieder“. Der Anflug verlief zunächst normal. Um 00:47:10 Uhr meldeten sich die Piloten bei der Flugsicherung in Barcelona, die ihnen mitteilte, dass sie als nächste Maschine für den Anflug vorgesehen seien und sie fortfahren sollten. Um 00:49:55 Uhr meldete der Kapitän, dass das Flugzeug nun im Endanflug auf die Landebahn 25 sei. Zu diesem Zeitpunkt befand sich das Flugzeug etwa 1.400 Fuß (ca. 430 Meter) über dem Boden und 6 nautische Meilen (ca. 11 Kilometer) von der Landebahnschwelle entfernt.
In der Nähe der Landebahnschwelle begann die Besatzung mit der Simulation des Triebwerksausfalls. Der Kapitän kündigte an: „Okay, Triebwerk stoppen“, was der Erste Offizier mit „Fahrwerk hoch“ beantwortete. Entgegen der normalen Vorgehensweise wurde jedoch das rechte Triebwerk komplett abgestellt, anstatt es nur in den Leerlauf zu versetzen. Zudem wurde der Propeller in die Segelstellung gebracht. Als der Erste Offizier dann versehentlich das falsche Pedal betätigte, begann das Flugzeug nach rechts abzudriften. Der Kapitän versuchte daraufhin, das Triebwerk wieder zu starten, jedoch ohne Erfolg. Aufgrund eines arretierten Führungsstifts im Propellermechanismus konnte das Triebwerk nicht erneut in Gang gesetzt werden.
Zu diesem Zeitpunkt befand sich das Flugzeug in einer kritischen Situation. Der Kapitän entschied, mit einem Triebwerk weiterzufliegen und der Erste Offizier setzte die Landung fort. Doch als das Flugzeug mit ausgefahrenem Fahrwerk und teilweise ausgefahrenen Klappen die kritische Geschwindigkeit unterschritt, ertönte eine Strömungsabrisswarnung und es kam zu einem Kontrollverlust. Das Flugzeug rollte zunächst um 90 Grad nach links, dann um 90 Grad nach rechts und verlor zunehmend an Höhe. Schließlich schlug die linke Tragfläche auf dem Boden auf woraufhin das Flugzeug in der Nähe des Flughafens in die Begrenzungsmauer zur Straße B-203 einschlug. Das Wrack durchschlug dann die Flughafenumzäunung und kam 250 Meter vor der Schwelle von der Landebahn 25 und 100 Meter rechts von der Anfluggrundlinie zum Stehen. Die Maschine geriet in Brand und wurde völlig zerstört. Die beiden Piloten wurden getötet.

## Unfallursachen
Die Untersuchung des Unfalls ergab, dass die wahrscheinliche Unfallursache die erhebliche Reduzierung der Geschwindigkeit in niedriger Höhe war, nachdem das Fahrwerk ausgefahren und die Klappen in einer mittleren Position gewesen waren, während das rechte Triebwerk abgestellt und der Propeller fast in Segelstellung war. Diese Konfiguration habe zu einem erheblichen Verlust an Auftrieb und Kontrolle geführt.